# Thrasher
Thrasher és una revista mensual dedicada a al món de l'skate fundada el gener de 1981 per Kevin Thatcher i Fausto Vitello inicialment per a promoure la seva marca d'eixos de monopatí Independent Truck Company. Publica articles, reportatges i entrevistes amb patinadors professionals, notícies de grups musicals i ressenyes de skateparks.
El 1993, Jake Phelps va ser designat editor de la revista. Va portar l'ètica do it yourself al món de l'skate a través del seu fotoperiodisme, canviant l'essència de Thrasher i, al seu torn, canviant per sempre la subcultura de l'skateboarding.
D'ençà 1990, Thrasher atorga el premi Skater of the year, el qual és un dels títols més respectats per la cultura de l'skateboarding. El premi és concedit al patinador que ha rebut més vots dels lectors de la revista. El primer en guanyar-lo fou Tony Hawk el 1990, i Eric Koston el guanyà el 1996. El 1999 va patrocinar un videojoc per a PlayStation anomenat Thrasher Presents Skate and Destroy.